# Acanthonchus rostratus
Acanthonchus rostratus is een rondwormensoort uit de familie van de Cyatholaimidae.